# Philip Berrigan
Philip Francis Berrigan (Two Harbors, Minnesota, 5 de octubre de 1923 – Baltimore, Maryland, 6 de diciembre de 2002) fue un activista por la paz estadounidense, católico, que, al igual que su hermano Daniel Berrigan, estuvo en la lista de los 10 fugitivos más buscados del FBI, por causa de su participación en las protestas civiles contra la guerra del Vietnam.

## Biografía
Nació en una familia de clase obrera del Medio Oeste. Su padre, Thomas Berrigan, era un irlandés estadounidense, católico y activo integrante de un sindicato de trabajadores.
En 1943, después de cursar su primer semestre universitario, fue reclutado para combatir en la II Guerra Mundial. Hizo parte de la artillería durante la batalla de las Ardenas, en 1945 y más tarde llegó a tener el grado de teniente segundo de la infantería. Fue fuertemente afectado por sus percepciones sobre la violencia en la guerra y por el racismo en los campos de entrenamiento militar en el Sur Profundo.
Tras la guerra ingresó al seminario de los padres Josefitas y se convirtió en activista del movimiento por los derechos civiles. Participó en marchas contra la segregación racial, sentadas de bloqueo y boicot de autobuses contra el racismo. Fue ordenado como sacerdote católico en 1955. Tras participar activamente en las movilizaciones contra la guerra, se retiró del sacerdocio en 1973, para casarse con Elizabeth McAlister. El mismo año, ambos fueron parte del grupo de personas que fundó Jonah House, en Baltimore, que se define como una comunidad católica de trabajadores de la resistencia noviolenta.  Tuvieron tres hijos: Frida, Jerry y Kate, quienes también han sido activistas contra la guerra. En 2002, Philip falleció de cáncer, cuando seguía haciendo parte de Jonah House y del movimiento contra la guerra.

### Los Cuatro de Baltimore
En la década de 1960, después de su actividad por los derechos civiles, Philip Berrigan comenzó a participar en acciones no violentas radicales, como parte del movimiento antiguerra. El 27 de octubre de 1967, "Los Cuatro de Baltimore", Philip; el artista Tom Lewis; el poeta, profesor y escritor David Eberhardt; y el misionero y pastor de la Iglesia Unida de Cristo, Reverendo James L. Mengel; vertieron sangre en los registros de selección del Servicio Militar, en Baltimore, incluyendo la sangre de varios de los cuatro y además, la sangre de aves de corral comprada en una plaza de mercado. Mengel, quien concordó con la acción y donó su sangre para llevarla a cabo, decidió no verter él sangre, sino distribuir mientras tanto a los trabajadores de la junta de reclutamiento, los periodistas y la policía, Buenas Noticias para el Hombre Moderno, una edición del Nuevo Testamento. Mientras esperaban ser arrestados, todos distribuyeron Biblias y con calma explicaron a los empleados de la junta, las razones de su acción. Berrigan dijo en la declaración escrita: "Este acto constructivo de sacrificio tiene la intención de protestar por el lamentable derramamiento de sangre estadounidense y vietnamita en Indochina". Philip fue condenado a seis años de prisión.

### Los Nueve de Catonsville
En 1968, tras quedar en libertad bajo fianza, decidió participar en una protesta similar, pero en forma algo modificada. George Mische desempeñó un papel decisivo en la organización de esta acción. Un profesor de física de la escuela local, Dean Pappas, ayudó a inventar un napalm casero. Nueve activistas, que más tarde sería conocido como Los Nueve de Catonsville, entró en la oficina de reclutamiento militar de Catonsville (Maryland), sustrajo los registros y quemó 378 fichas de reclutamiento, en un terreno fuera del edificio. Los Nueve de Catonsville, todos católicos, emitieron, un comunicado confrontando "a la Iglesia Católica, a otros colectivos cristianos y a las sinagogas de los Estados Unidos, por su silencio y cobardía frente a los crímenes de nuestro país." Expresaron que actuaban "convencidos de que la burocracia religiosa en este país es racista, es cómplice de esta guerra, y es hostil a los pobres".
Mientras Philip Berrigan se hospedaba en una casa parroquial, en el cuarto piso de la iglesia de San Gregorio Magno, en Nueva York, el FBI rompió la puerta de la iglesia y lo detuvo. Fue condenado a tres años y medio de prisión.

### Los Siete de Harrisburg
Fue sometido a juicio junto cn otros seis activistas debido a cartas enviadas desde la cárcel que hablaban de un "arresto simbólico" de Henry Kissinger y dejar escapar humo en túneles Aunque en 1972, el gobierno gastó 2 millones de dólares en el juicio de los Siete de Harrisburg, no pudo lograr una condena. Este fue uno de los primeros reveses que sufrió el gobierno estadounidense en un caso así.

### Otras acciones Noviolentas entre 1968 y 1975
Otras acciones noviolentas contra la guerra de Vietnam y el complejo militar, fueron organizadas por el grupo de la "Izquierda Católica", al cual pertenecía. Phil Berrigan ayudó a planear o inspirar en estas acciones, junto con muchos organizadores -tales como Jerry Elmer (autor de Un Delincuente por la Paz). La característica de estas acciones era que cada una era estrictamente noviolenta. Además, la acción era realizada por un pequeño grupo de personas, dispuestas a asumir la responsabilidad, así significara ir a la cárcel. La planificación de las acciones fue siempre realizada en una serie de mini retiros, en los que se trabajaba para promover el compromiso personal con la no violencia. Las siguientes son algunas de esas acciones:
• Los Nueve del DC Fue una protesta contra la producción de napalm por la Dow Chemical, realizada por nueve personas entre mujeres y hombres, siete de las cuales eran monjas sacerdotes. Los nueve fueron juzgados en Washington D. C. y una apelación en su favor triunfó, después de que ellos ya habían pasado un tiempo en la cárcel.
• Los 14 de Milwaukee El 24 de septiembre de 1968, diez mil archivos de reclutamiento 1-A. Después de ser arrestados, que pasaron un mes en prisión, pues no podían pagar la fianza fijada en 415 mil dólares. El sacerdote de James Groppi trabajó por ayudarlos, como copresidente de la Comisión de Defensa de Los 14 de Milwaukee. Fueron juzgados posteriormente y permanecieron bastante tiempo en la cárcel.
• Los Ocho de Boston sustrajeron los archivos de la oficina de reclutamiento #4 de Boston para probar que las cuotas de conscripción eran llenadas con puertorriqueños y gente pobre blanca. No se presentaron cargos contra ellos, aunque atribuyeron la responsabilidad al día siguiente de la acción, en la prensa en y posteriormente, noviembre en Washington D. C..
• 'La Conspiración de la Costa Este para salvar vidas Una acción realizada para denunciar las oficinas de reclutamiento militar de Filadelfia y a la compañía General Electric, que tenían contratos específicos para crear armas incendiarias, para su uso en Vietnam.
• Grupo de los 28 de Camdem Acción en 1971contra las oficinas del FBI área de Camden (Nueva Jersey), para denunciar los métodos de J. Edgar Hoover en contra de los manifestantes contra la guerra. 
• Los Cinco de Buffalo Fue una acción coordinada con la de Los 28 de Camden. Fue realizada en Buffalo, por jóvenes católicos de ascendencia irlandesa, para destruir 32 mil archivos de reclutamiento. Los cinco fueron sometidos a juicio y declarados culpables por el jurado. Sin embargo, el juez John Curtain con voz entecortada, leyó la sentencia, declarando su apoyo personal a la acción de los sentenciados y elogiando su dedicación a la lucha por la paz. Ed McGowann publicó libro sobre esta acción y un documental realizado por Giacchino, apareció en la televisión pública PBS.

## El MovimientoPloshware
Philip, su hermano Daniel y otros 6 activistas, Los Ocho de Ploshware, iniciaron el Movimiento Ploshware (movimiento de las rejas del arado), inspirados en Isaias 2:4: "convertirán sus espadas en rejas de arado".
El 8 de septiembre de 1980, Los Ocho entraron en una fábrica de misiles nucleares de la General Electric en King of Prussia, Pensilvania, en la sección donde hacían los conos de ojiva para las cabezas de misiles Mark 12A. Martillaron dos conos y vertieron sangre en los documentos y ofrecieron oraciones por la paz. Fueron arrestados y acusados inicialmente de más de diez delitos diferentes. El 10 de abril de 1990, después de casi diez años de juicios y apelaciones, Los Ocho fueron sentenciados nuevamente y puesto en libertad condicional durante un máximo de 23 y 1 / 2 meses teniendo en cuenta el tiempo ya cumplido en prisión. Esta acción es presentada en el documental En el Rey de Prusia, de Emile d'Antonio.
Desde entonces, setenta acciones del Movimiento Ploshware, han tenido lugar en todo el mundo contra las armas de guerra, algunas con la participación de Philip Berrigan mismo. La última acción en que participó, fue en diciembre de 1999, cuando él y otros golpearon aviones A-10 Warthog, en una protesta contra la guerra, en la base de la Guardia Nacional Aérea de Middle River. Fue declarado culpable por "destrucción maliciosa de propiedad" y sentenciado a 30 meses. Fue puesto en libertad 14 de diciembre de 2001. Así, en su vida había pasó aproximadamente 11 años en cárceles y prisiones por desobediencia civil.

## Jonah House
Durante sus casi 40 años de resistencia a la guerra y a la violencia, Berrigan se centró vivir y trabajar en una comunidad como una manera de modelar el mundo no violento y sostenible por cuya construcción luchaba. Esa comunidad fue Jonah House, que cofundó en 1973, donde varias familias y personas solteras, viven y oran juntos, comparten tareas y tratar de denunciar la violencia, el militarismo, el egoísmo y el consumismo. La comunidad nació de la resistencia a la guerra de Vietnam, y más tarde se convirtió en punto de referencia y centro de la resistencia en curso contra la política de guerra y del movimiento de rejas del arado, que tienen como objetivo promulgar la profecía bíblica de Isaías, de un mundo sin armas. La esposa de Philip, Elizabeth McAlister, y otros, mantienen Jonah House, en Baltimore, y un sitio web sobre el Movimiento Ploshware y las acciones por la paz.
Él escribió artículos, dio conferencias, fue profesos y publicó seis libros, entre ellos una autobiografía, Él escribió, conferencias, y ha enseñado extensamente, la publicación de seis libros, entre ellos una autobiografía, Fighting the Lamb's War ("Lucha en la Guerra del Cordero").
El 6 de octubre de 2002, dos meses antes de fallecer,  participó en una protesta contra la guerra en el Central Park de Nueva York y declaró: "El pueblo estadounidense cada vez más está haciendo oír su voz en contra de Bush y sus clones guerreros. El pueblo estadounidense podría parar de Bush, puede sacar sus pies de cerca del fuego, puede desterrar a los fabricantes de la guerra de Washington, puede transformar esta sociedad que lo rodea y restaurar la fe y la cordura".
Murió de cáncer a la edad de 79 años y fue enterrado en Jonah Huse. Howard Zinn, profesor emérito de la Universidad de Boston, dijo sobre Philip, "el Sr. Berrigan fue uno de los grandes americanos de nuestro tiempo. Creía que la guerra no resuelve nada. Él fue a la cárcel una y otra vez y otra vez por sus creencias. Lo admiré por los sacrificios que hizo. Fue una inspiración para un gran número de personas".